# Vệ Trang công (Khoái Hội)
Vệ Trang công (chữ Hán: 衛莊公, trị vì 479 TCN-478 TCN), tên thật là Cơ Khoái Hội (姬蒯聵), là vị quân chủ thứ 30 của nước Vệ - chư hầu nhà Chu trong lịch sử Trung Quốc. Thụy hiệu của ông là Vệ Trang công, nhưng còn gọi là Vệ Hậu Trang công để phân biệt với Vệ Trang công, quân chủ thứ 12 của nước Vệ.

## Lưu vong
Vệ Trang công là con của Vệ Linh công – quân chủ thứ 28 nước Vệ.
Mẹ ông là phu nhân Nam Tử (người nước Tống) bị dị nghị từng tư thông với anh ruột là Tống Triều. Năm 496 TCN, Vệ Linh công mời Tống Triều sang nước Vệ. Thế tử Khoái Hội đang đi sứ hiến ấp Vu cho nước Tề, đi ngang qua nước Tống nghe lời dị nghị của dân nước Tống về chuyện xấu của mẹ mình, bèn bàn với thủ hạ là Hí Dương Tốc giết mẹ.
Khi vào yết kiến Nam Tử, Khoái Hội mấy lần ra hiệu nhưng Hí Dương Tốc không động thủ. Nam Tử vội chạy vào gặp Vệ Linh công tố cáo ý định của Khoái Hội. Khoái Hội sợ hãi bỏ trốn sang nước Tống, sau đó sang nước Tấn, được Triệu Ưởng che chở, sai hàng tướng Dương Hổ (lưu vong từ nước Lỗ) đưa ông về nước Vệ nhưng bị người nước Vệ ngăn cản, bèn đưa ông vào ở đất Thích.
Năm 494 TCN, ông theo Triệu Ưởng đi giao chiến với quân Trịnh do Hãn Đạt chỉ huy ở đất Thiết. Lúc Triệu Ưởng bị một lính Trịnh đánh trúng vai, bị ngã trên xe và bị cướp mất cờ, Khoái Hội xông vào cứu. Cuối cùng quân Trịnh thua chạy, Khoái Hội chỉ huy quân sĩ giành được rất nhiều lương thực của địch, được Triệu Ưởng khen ngợi.
Năm 493 TCN, Vệ Linh công mất. Con Khoái Hội là Cơ Triếp được lập làm quân chủ, tức là Vệ Xuất công.

## Về nước
Khoái Hội ra sức tìm cách trở lại nước Vệ, lấy lại ngôi quân chủ. Ông có người anh rể là Khổng Ngữ, sinh ra cháu là Khổng Khôi. Sau khi Khổng Ngữ mất, phu nhân Khổng Cơ (chị Khoái Hội, con gái Vệ Linh công) thông dâm với gia thần nhà họ Khổng là Hồn Lương Phu.
Năm 480 TCN, Khổng Cơ cho Hồn Lương Phu đến gặp Khoái Hội bàn việc trở về nước, Khoái Hội hứa với Hồn Lương Phu sẽ phong làm đại phu và miễn cho 3 tội chết nếu mình được về làm quân chủ. Hai người thề với nhau xong, Hồn Lương Phu trở về nước Vệ sắp đặt.
Sau khi chuẩn bị xong, Hồn Lương Phu sai người bí mật đón Khoái Hội vào kinh đô nước Vệ, rồi bắt người cháu Khổng Khôi cũng phải dự thề giúp cậu. Sau đó Hồn Lương Phu mang quân tấn công vào cung Vệ Xuất công. Đại phu Loan Vinh sắp uống rượu, nghe tin có loạn, vội dắt Vệ Xuất công lên xe bỏ chạy sang nước Lỗ. Khoái Hội lên làm quân chủ, tức là Vệ Trang công. Ông là vị quân chủ duy nhất thời Xuân Thu bước lên ngôi báu từ việc giành ngôi từ tay chính con trai mình.

## Mất lòng người
Vệ Trang công sai người sang báo cho nhà Chu. Chu Kính vương bằng lòng công nhận Vệ Trang công.
Vệ Trang công lập con thứ là Cơ Tật làm thế tử, cho Hồn Lương Phu làm đại phu như lời hứa. Khi chạy trốn, Vệ Xuất công đã kịp mang theo ấn tín quốc quân nước Vệ, nên Trang công không có ấn, bèn bàn với Hồn Lương Phu. Hồn Lương Phu đề nghị đón Vệ Xuất công về để có ấn tín, và sẽ không lập Xuất công làm thế tử nữa.
Một người hầu nghe được ý định của Hồn Lương Phu, bèn báo với thế tử Cơ Tật. Cơ Tật sợ mất ngôi thế tử bèn mang thủ hạ vào cung, ép Vệ Trang công phải thề không được thay ngôi thế tử và đòi giết Hồn Lương Phu. Trang công khó xử vì đã hứa tha 3 tội chết cho Lương Phu, thế tử Tật giao kết với Trang công, đợi khi Lương Phu qua 3 tội thì sẽ xử tử. Hồn Lương Phu vào triều dự tiệc, liền bị thế tử Tật sai người bắt giữ và kể 3 tội: mặc áo tím, để hở áo mặc ra ngoài, không bỏ gươm, cộng thêm tội muốn gọi lại quân chủ cũ lưu vong là 4, do đó hạ lệnh giết Hồn Lương Phu.
Từ khi lên ngôi không lâu, Vệ Trang công làm những việc mất lòng dân chúng và tướng sĩ. Ông thấy ấp Nhung Châu không vừa ý, sai tướng Thạch Phố phá thành, san phẳng đi. Dân phu phải đi san thành, công việc khó nhọc, rất oán trách ông.
Trang công ra ngoài chơi, thấy nhà họ Kỷ ở ấp Nhung Châu có người vợ tóc đẹp, bèn truyền cho người hầu đi cắt, để chắp vào mái tóc vợ mình là Lư Khương. Do đó ông bị người Nhung Châu càng thêm oán.

## Kết cục
Do Vệ Linh công trước đây từng giúp họ Phạm và họ Trung Hàng ở đất Triều Ca chống lại nước Tấn, lại liên minh với Tề Cảnh công chống Tấn, nước Tấn thường sang đánh Vệ. Tháng 10 năm 479 TCN, Triệu Ưởng và Hàn Bất Tín nước Tấn lại tấn công nước Vệ.
Quân Tấn tiến sát đến kinh thành nước Vệ, quân Vệ không chống nổi. Khi quân Tấn chuẩn bị vào thành thì tướng Tấn là Hàn Bất Tín lại đề nghị lui binh, không nên lợi dụng nước Vệ có loạn để diệt. Vì vậy quân Tấn không vào thành.
Dân nước Vệ không ưa Trang công, bèn đánh đuổi ông để giảng hòa với nước Tấn. Vệ Trang công bỏ chạy sang đất Quyến. Triệu Ưởng lập cháu Vệ Tương công là công tử Ban Sư lên làm quân chủ mới, rồi rút quân.
Được 1 tháng tới tháng 11 năm 479 TCN, Vệ Trang công từ đất Quyến mang quân trở lại kinh thành. Vệ Ban Sư không chống nổi, bỏ chạy.
Năm 478 TCN, việc san thành Nhung Châu chưa xong, tướng Thạch Phố oán Vệ Trang công bắt mình đi san thành Nhung Châu, bèn tập hợp dân phu đánh Trang công. Trang công đóng cửa thành cố thủ, lên mặt thành xin thương lượng. Dân phu không chịu, nhất quyết tấn công vào thành.
Vệ Trang công vội mang gia quyến chạy trốn. Ông nhảy qua tường thành phía bắc ra ngoài, ngã xuống đất bị gãy chân. Dân Nhung Châu kéo đến vây đánh. Vệ Trang công được mấy người hầu cận mang trốn thoát, còn các con là thế tử Cơ Tật và công tử Thanh cũng nhảy qua tường ra, bị dân Nhung Châu bắt giết.
Vệ Trang công chạy thoát, đến trốn vào nhà họ Kỷ mà trước đây ông từng cắt lấy tóc vợ nhà này cho vợ mình. Ông mang viên ngọc quý ra cho họ Kỷ xem và hứa sẽ ban cho viên ngọc, nếu họ Kỷ cứu ông. Họ Kỷ oán việc cắt tóc vợ mình trước đây, bèn giết chết Vệ Trang công và cướp lấy viên ngọc. Không rõ khi đó Trang công bao nhiêu tuổi.
Vệ Trang công làm quân chủ được 2 năm thì bị đuổi, trở lại được vài tháng thì bị giết. Người nước Vệ đón Vệ Ban Sư trở lại ngôi quân chủ.
Theo Sử ký, năm 478 TCN, Vệ Trang công đem quân đánh Lục Châu, Lục Châu nhờ Triệu Ưởng đem quân giúp, Triệu Ưởng bèn đem quân đánh Vệ, tháng 10 cùng năm, Vệ Trang công phải bỏ trốn khỏi nước Vệ. Sau này không rõ kết cục của ông.